# Bibertuzu

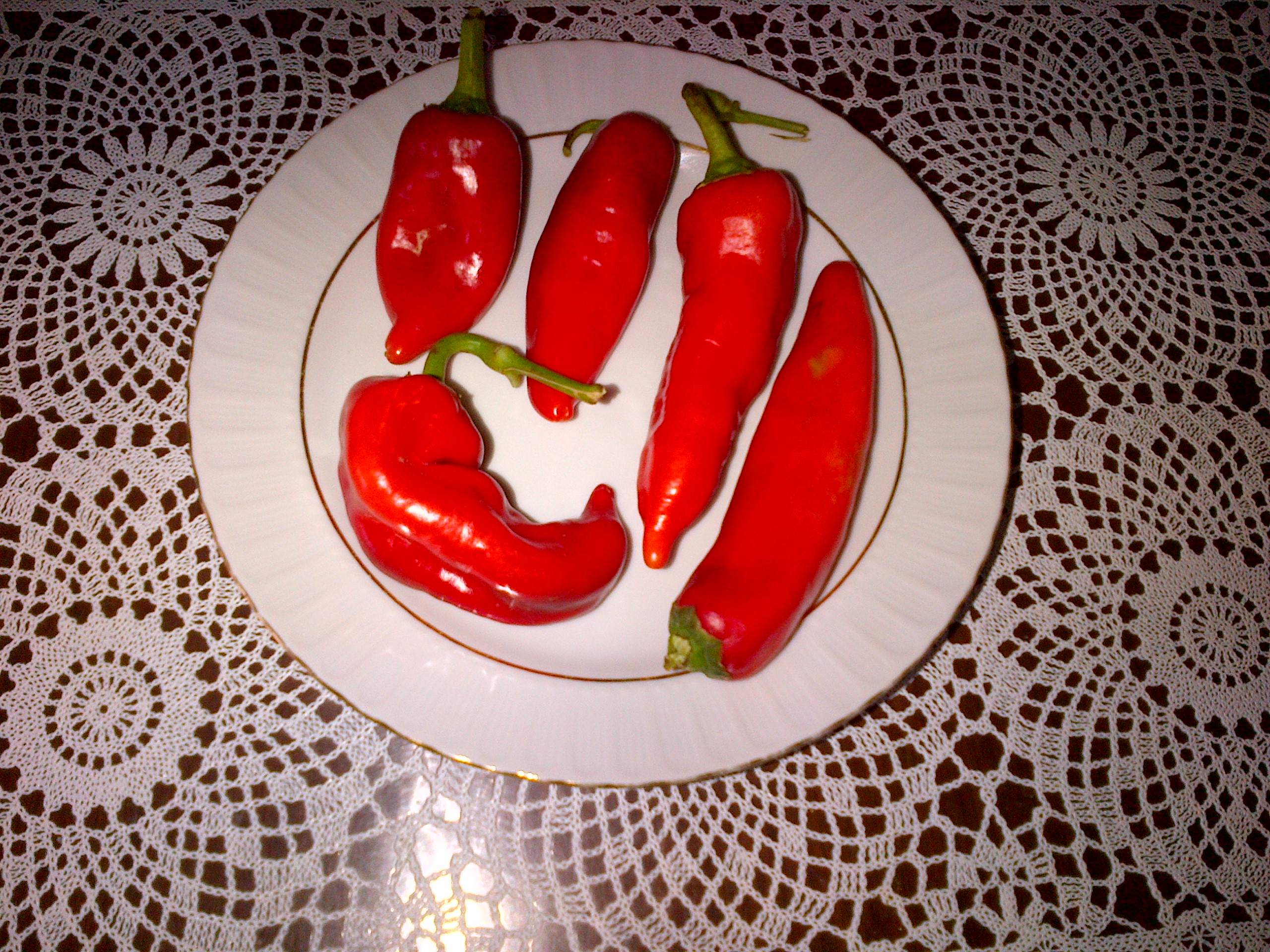
Pebrots vermells de la Plana de Terme s'utilitzen al fer bibertuzu.

Bibertuzu o Biber tuzu és un plat o salsa propi de la cuina de la part central (províncies de Samsun i Ordu) de la Regió de la Mar Negra a Turquia. El seu nom significa "sal de pebrot" en turc.

## Preparació i consum
Bibertuzu es fa amb pebrots vermells, generalment de la regió, secs i no picants, avellanes, nous, all, sal i espècies. La proporció dels pebrots a les avellanes i les nous és d'1 a 3. Els pebrots secs i les núcules torrades es barregen i es passen per una màquina de picar carn. Després tot aquest s'amassa amb les espècies com alfolva, comí i "kinzi", i pebres com pul biber. El resultat és bibertuzu. Bibertuzu es conserva en pots de vidre, de vegades amb una mica d'oli de cuinar.
Bibertuzu es menja molt per esmorzar a sobre de pa o a l'hora del te. També es fa servir per a fer plats d'ou com "ous fregits amb bibertuzu", molt comú a la regió o per a col·locar als entrepans, poğaça o pide. Bibertuzu també s'utilitza com a guarnició a alguns plats de la regió, com turşu kavurması.